# Pueblo Nuevo, Santiago Ixcuintla
Pueblo Nuevo är en ort i Mexiko.   Den ligger i kommunen Santiago Ixcuintla och delstaten Nayarit, i den centrala delen av landet, 700 km väster om huvudstaden Mexico City. Pueblo Nuevo ligger 10 meter över havet och antalet invånare är 509.
Terrängen runt Pueblo Nuevo är mycket platt. Runt Pueblo Nuevo är det ganska glesbefolkat, med 45 invånare per kvadratkilometer. Närmaste större samhälle är Santiago Ixcuintla, 11,3 km öster om Pueblo Nuevo. Trakten runt Pueblo Nuevo består till största delen av jordbruksmark.